# Литостротии
Литостротии (лат. Lithostrotia) — клада растительноядных завроподных динозавров, принадлежащих группе титанозавров (Titanosauria).
В 2003 году в результате исследований, проведённых Уилсоном и Апчёрчем, стало ясно, что семейство Titanosauridae, являющееся достаточно важной кладой титанозавров, было введено в систематику на основе рода Titanosaurus, который на тот момент имел статус nomen dubium, так как голотип не соответствует диагностическим характеристикам из-за слишком плохого состояния находки и малого количества ископаемого материала. По этой причине семейство Titanosauridae было признано недействительным, а для его замещения определена новая клада Lithostrotia.

## Палеобиогеография
Представители данной клады обитали на всех континентах с апта (Malawisaurus) по маастрихт (от 125 до 66 миллионов лет назад) и были наиболее преобладающей группой завроподовых динозавров вплоть до их вымирания. Несмотря на то, что группа была одной из наиболее распространённых и успешных линий завропод, их происхождение и распространение до сих пор не полностью поняты. 
Появление представителей этой ветви титанозавров в Антарктиде может быть объяснено двумя палеобиогеографическими гипотезами. Первая из них связана с событием расселения из Южной Америки через палеоперешеек между Патагонией и Антарктическим полуостровом в конце мелового периода. Вторая гипотеза предполагает, что титанозавры уже присутствовали в Антарктиде в раннем меловом периоде или раньше. Эта идея подтверждается появлением представителя данной клады в Австралии во времена альба. Кроме того, эта гипотеза согласуется с классическим биогеографическим исследованием Апчёрча, которое поддерживает гипотезу о том, что многие клады распространились по Пангее или Гондване до мелового континентального разделения. 

## Классификация
По данным сайта Paleobiology Database, на февраль 2022 года в кладе Lithostrotia выделяют следующие вымершие таксоны:
- Клада Lirainosaurinae Diez Diaz et al., 2018
  - Ampelosaurus Le Loeuff, 1995
  - Atsinganosaurus Garcia et al., 2010
  - Garrigatitan Diez Diaz et al., 2020
  - Lirainosaurus Sanz et al., 1999
- Семейство Nemegtosauridae Upchurch, 1995
  - Nemegtosaurus Nowinski, 1971
  - Quaesitosaurus Kurzanov & Bannikov, 1983
  - Tapuiasaurus Zaher et al., 2011
- Семейство Saltasauridae Sereno, 1998
  - Abditosaurus Vila et al., 2022
  - Bonatitan Martinelli & Forasiepi, 2004
  - Neuquensaurus Powell, 1992
  - Opisthocoelicaudia Borsuk-Bialynicka, 1977
  - Rocasaurus Salgado & Azpilicueta, 2000
  - Saltasaurus Bonaparte & Powell, 1980
  - Yamanasaurus Apesteguia et al., 2020
  - Zhuchengtitan Mo et al., 2017
- Клада Eutitanosauria Sanz et al., 1999
  - Baurutitan Kellner et al., 2005
  - Bonitasaura Apesteguía, 2004
  - Dreadnoughtus Lacovara et al., 2014
  - Menucocelsior Rolando et al., 2021
  - Клада Colossosauria González-Riga et al., 2019
    - Клада Lognkosauria Calvo et al., 2007
      - Argentinosaurus Bonaparte & Coria, 1993
      - Drusilasaura Navarrete et al., 2011
      - Futalognkosaurus Calvo et al., 2007
      - Mendozasaurus González-Riga, 2003
      - Notocolossus González Riga et al., 2016
      - Patagotitan Carballido et al., 2017
      - Puertasaurus Novas et al., 2005
      - Quetecsaurus González Riga & Ortiz David, 2014
      - Traukutitan Juárez Valieri & Calvo, 2011

    - Клада Rinconsauria Calvo et al., 2007
      - Muyelensaurus Calvo et al., 2007
      - Rinconsaurus Calvo & González Riga, 2003
      - Клада Aeolosaurini Franco-Rosas et al., 2004
        - Aeolosaurus Powell, 1987
        - Arrudatitan Silva et al., 2021
        - Bravasaurus Hechenleitner et al., 2020
        - Gondwanatitan Kellner & Azevedo, 1999
        - Maxakalisaurus Kellner et al., 2006
        - Overosaurus Coria et al., 2013
        - Panamericansaurus Calvo & Porfiri, 2010
        - Punatitan Hechenleitner et al., 2020
        - Uberabatitan Salgado & Carvalho, 2008
- Базальные роды и incertae sedis
  - Alamosaurus Gilmore, 1922
  - Antarctosaurus Huene, 1927
  - Arackar Rubilar-Rogers et al., 2021
  - Atacamatitan Kellner et al., 2011
  - Austroposeidon Bandeira et al., 2016
  - Elaltitan Mannion & Otero, 2012
  - Epachthosaurus Powell, 1990
  - Isisaurus Wilson & Upchurch, 2003
  - Jainosaurus Hunt et al., 1995
  - Lohuecotitan Diez Diaz et al., 2016
  - Magyarosaurus Huene, 1932
  - Malawisaurus Jacobs et al., 1993
  - Mansourasaurus Sallam et al, 2018
  - Normanniasaurus Le Loeuff et al., 2013
  - Nullotitan Novas et al., 2019
  - Paludititan Csiki et al., 2010
  - Paralititan Smith et al., 2001
  - Pellegrinisaurus Salgado, 1996
  - Pitekunsaurus Filippi & Garrido, 2008
  - Qingxiusaurus Mo et al., 2008
  - Rapetosaurus Curry Rogers & Forster, 2001
  - Shingopana Gorscak et al., 2017
  - Tengrisaurus Averianov & Skutschas, 2017
  - Trigonosaurus Campos et al., 2005
  - Vahiny Curry Rogers & Wilson, 2014
  - Volgatitan Averianov & Efimov, 2018